# Adasa
Adasa es un despoblado español del municipio de Arce, perteneciente a la Comunidad Foral de Navarra.

## Historia
Hacia mediados del siglo XIX, el lugar ya figuraba referido como un despoblado. Aparece descrito en el primer volumen del Diccionario geográfico-estadístico-histórico de España y sus posesiones de Ultramar de Pascual Madoz con las siguientes palabras:

ADASA: desp. del valle de Arce, merind. y part. jud. de Sangüesa, prov., aud. terr. y c. g. de Navarra, dióc. de Pamplona. Sit. en una altura. Confina por N. con los term. de Orozbetelu y Arrieta, por S. con el de Gorriaiz, y por O. con el de Imizcos. El terreno es de buena calidad, y bastante fértil: le cultivan los vec. de Orozbetelu, los que por este concepto pagaban un tributo á la real casa de Roncesvalles. Prod. trigo, avena, cebada, legumbers, algun cáñamo y lino.
(Madoz, 1845, p. 81)